# بارگا
بارگا (به ایتالیایی: Barga) یک کومونه در ایتالیا است که در استان لوکا واقع شده‌است.

## خصوصیات
بارگا ۶۶ کیلومترمربع مساحت و ۱۰٬۳۲۷ نفر جمعیت دارد و ۴۱۰ متر بالاتر از سطح دریا واقع شده‌است.

## خواهرخوانده
شهرهای گلاسگو، لوتیان شرقی، هیانژ، یالیوره و Gällivare Municipality خواهرخوانده‌های بارگا هستند.